# صدا و سیمای اصفهان
صدا و سیمای مرکز اصفهان یکی از مراکز صدا و سیمای جمهوری اسلامی ایران است که در اصفهان فعالیت می‌کند.

## شبکه اصفهان
آدرس سایت: http://isfahan.irib.ir

## رادیو اصفهان
فرکانس آنالوگ
موج FM ردیف ۹۴.۵، ۹۵ Mhz مگاهرتز  /      موج AM ردیف ۸۳۷ کیلوهرتز  khz
فرکانس دیجیتال
  رادیو  استان اصفهان |  فرکانس  ۶۶۶ و ۶۹۸ و ۷۶۲ مگاهرتز  Mhzz
فرکانس های ماهواره ای
  Iran Sat, Arab Sat 2,3    /      FR: 11881 MHz12283
SR: 27500     /      FEC: 3/4    /   P: Horizontal